# Halenia occulta
Halenia occulta är en gentianaväxtart som beskrevs av C. K. Allen. Halenia occulta ingår i släktet Halenia och familjen gentianaväxter. Inga underarter finns listade i Catalogue of Life.